# Edita Food Industries
Edita Food Industries S.A.E. ist ein ägyptisches Unternehmen mit Sitz in Madinat as-Sadis min Uktubar. Es ist einer der größeren Hersteller von verpackten Lebensmitteln in Ägypten.

## Produkte
Es werden Kuchen, Croissants, Zwieback, Waffeln, Süßigkeiten, Kekse und tiefgekühlte Backwaren produziert. Die Gruppe verfügt 6 Produktionsstandorte in Ägypten und einen in Marokko. Die Produkte werden in über 20 Länder, vorwiegend in der MENA-Region, exportiert. Sie werden an 55.000 Großhändler, Einzelhändler und Fachgeschäfte verkauft.
Die Marken sind: Molto, TODO, Bake Rolz, Bake Stix, Mimix, Freska, Hoho’s, Twinkies, Tiger Tail und Oniro. Edita fungiert auch als alleiniger regionaler Vertriebshändler für mehrere Marken importierter Süßstoffe, Olivenöle und Nudeln.
Der Umsatz verteilt sich (Stand 2023) wie folgt auf die einzelnen Produktfamilien:
- Torten (49 %): die Marken TODO, HoHo's, Twinkies und Tiger Tail
- Croissants (32 %): die Marke Molto
- Waffeln (9 %): die Marke Freska
- Zwieback (5 %): die Marken Bake Rolz und Bake Stix
- Süßigkeiten (3 %): die Marke Mimix
- Biscuits (1 %): die Marke Oniro

Im Jahr 2024 wurde das Unternehmen auf Platz 33 der Forbes-Liste der 50 wertvollsten Unternehmen in Ägypten geführt.
Es ist Mitglied im EGX 30 Index an der Egyptian Exchange. Die Aktien sind auch an der London Stock Exchange notiert. Die größten Aktionäre sind Quantum Investment BV (44,07 %), Berco Ltd. (21,66 %), Ash Park Capital LLP (20,4 %).

## Geschichte
Edita wird 1996 gegründet und begann mit der Errichtung der ersten Fabrik in Madinat as-Sadis min Uktubar. Ein Jahr später wurde das Produkt Molto herausgebracht, das erste verpackte Croissant in Ägypten. 2000 begann die Produktion von Zwieback,  2003 der Einstieg in den Snackkuchenmarkt unter der Lizenz von Hostess Brands LLC. 2010 wurde die  TODO-Produktfamilie eingeführt, der  Umsatz überschreitet erstmals die Marke von 1 Mrd. EGP. 2011 wurde der Einstieg in den Süßwarenmarkt mit der Marke MiMiX vollzogen und mit dem Bau einer Produktionsstätte in Beni Sue begonnen.
2012 wurde die Marke Freska eingeführt, 2013 der Erwerb von HTT Marken in Ägypten, Libyen, Jordanien und Palästina. Der Börsengang an der Egyptian Exchange fand 2015 statt, ebenso der Erwerb der Rechte an den bestehenden Marken Hohos, Twinkies und Tiger Tail in 12 weiteren MENA-Ländern. 2016 wurde eine neue Produktionslinie für Süßigkeiten errichtet, 2018 ein Vertrag für die Gründung einer Tochtergesellschaft mit dem marokkanischen Vertriebshändler Dislog Group. Unterzeichnet. 2020 wurde das Produkt Onira eingeführt. 2022 wurde die Produktionsanlage von Edita in Marokko eingeweiht und eine Partnerschaft mit TotalEnergies zur Bereitstellung von Tankkarten für Edita begonnen. 2023 erwarb Edita Food Industries das Unternehmen Fancy Foods vollständig und stieg in Markt der Tiefkühl-Snacks ein.